# 瓦凱班巴
9°02′17.74″S 76°57′11.62″W / 9.0382611°S 76.9532278°W
瓦凱班巴（西班牙語：Huacaybamba），是秘魯的城鎮，位於該國中部瓦努科大區，是瓦凱班巴省的首府，海拔高度3,168米，居民主要使用奇楚瓦語和西班牙語。